# Albrecht Hofmann (Wirtschaftsprüfer)
Albrecht Hofmann (* 12. Mai 1923; † 10. Januar 2013) war ein deutscher Wirtschaftsprüfer.

## Leben
Albrecht Hofmann studierte Wirtschaftswissenschaften und wurde zum Dr. oec. promoviert. Er war zusammen mit seiner Frau Anneliese als Wirtschaftsprüfer tätig und ging 1993 als Seniorpartner der Kanzlei Hetzelt und Müller in Ruhestand. 
Albrecht Hofmann engagiert sich für zahlreiche Sozialprojekte im Heiligen Land. 1974 wurde er von Kardinal-Großmeister Maximilien Kardinal de Fuerstenberg zum Ritter des Ritterordens vom Heiligen Grab zu Jerusalem ernannt und am 4. Dezember 1974 im Kölner Dom durch Lorenz Kardinal Jaeger, Großprior der deutschen Statthalterei, investiert. Er ist Großkreuzritter des Ordens und war von 1983 bis 1999 Leitender Komtur des Päpstlichen Laienordens in Bamberg.
Er engagierte sich für zahlreiche Sozialprojekte im Lions Club auf Orts-, Distrikts- und nationaler Ebene. Hofmann engagierte sich für die Universität Bamberg, insbesondere im Vorstand und Beirat des Bamberger Universitätsbundes. Er war seit Studientagen Mitglied der Katholischen Studentenverbindung Unitas Henricia Bamberg im UV. Er war Gründer der deutschen Sektion der „Freunde des Vatikanischen Geheimarchivs“ und deren langjähriger Präsident.

## Ehrungen
- Ritter vom Heiligen Grab (1974; Rangerhöhungen Offizier, Großoffizier, Großkreuzritter)
- Ritterkreuz des Päpstlichen Silvesterordens
- Komturkreuz des Päpstlichen Gregoriusordens
- Ehrenbürger der Otto-Friedrich-Universität Bamberg
- Ehrenvorsitzender der „Freunde des Vatikanischen Geheimarchivs“ (2008)[4]
- Melvin Jones Fellowship